# You're Dead!
You're Dead! je páté studiové album amerického hudebníka Flying Lotuse, které vydalo v říjnu roku 2014 hudební vydavatelství Warp Records. V žebříčku Billboard 200 se album umístilo na 19. příčce. Coby hostující zpěváci se na albu představili například Kendrick Lamar, Snoop Dogg nebo Angel Deradoorian.

## Seznam skladeb
| Pořadí | Název                               | Délka |
| ------ | ----------------------------------- | ----- |
| 1.     | Theme                               | 1:24  |
| 2.     | Tesla                               | 1:54  |
| 3.     | Cold Dead                           | 1:34  |
| 4.     | Fkn Dead                            | 0:40  |
| 5.     | Never Catch Me                      | 3:54  |
| 6.     | Dead Man's Tetris                   | 2:25  |
| 7.     | Turkey Dog Coma                     | 3:09  |
| 8.     | Stirring                            | 0:30  |
| 9.     | Coronus, the Terminator             | 2:40  |
| 10.    | Siren Song                          | 2:37  |
| 11.    | Turtles                             | 2:06  |
| 12.    | Ready err Not                       | 1:45  |
| 13.    | Eyes Above                          | 1:12  |
| 14.    | Moment of Hesitation                | 2:18  |
| 15.    | Descent Into Madness                | 1:27  |
| 16.    | The Boys Who Died in Their Sleep    | 1:50  |
| 17.    | Obligatory Cadence                  | 2:56  |
| 18.    | Your Potential//The Beyond          | 1:45  |
| 19.    | The Protest                         | 1:57  |
| 20.    | Protector (bonus na japonské verzi) | 2:12  |

## Obsazení
- Flying Lotus – baskytara, klávesy, perkuse, samply, syntezátory, zpěv
- Thundercat – baskytara, kytara
- Angel Deradoorian – zpěv
- Arlene Deradoorian – zpěv
- Kimbra Johnson – zpěv
- Kendrick Lamar – zpěv
- Niki Randa – perkuse, zpěv
- Snoop Dogg – zpěv
- Herbie Hancock – klávesy
- Kamasi Washington – klávesy, saxofon
- Jeff Lynn – kytara
- Deantoni Parks – bicí
- Gene Coyne – bicí
- Ronald Bruner – bicí
- Andres Renteria – klávesy
- Taylor Graves – klávesy
- Brandon Coleman – klávesy
- Taylor Cannizzaro – smyčcové nástroje
- Miguel Atwood-Ferguson – smyčcové nástroje
- Brendon Small – kytara
- Laura Darlington – fllétna, zpěv